# جیمی بوید (بازیکن فوتبال)
جیمی بوید (انگلیسی: Jimmy Boyd; ۲۹ آوریل ۱۹۰۷ – ۱ ژانویهٔ ۱۹۹۱) بازیکن فوتبال اهل بریتانیا بود.
از باشگاه‌هایی که در آن بازی کرده‌است می‌توان به باشگاه فوتبال بری و باشگاه فوتبال داندی اشاره کرد.